# Steve Starr

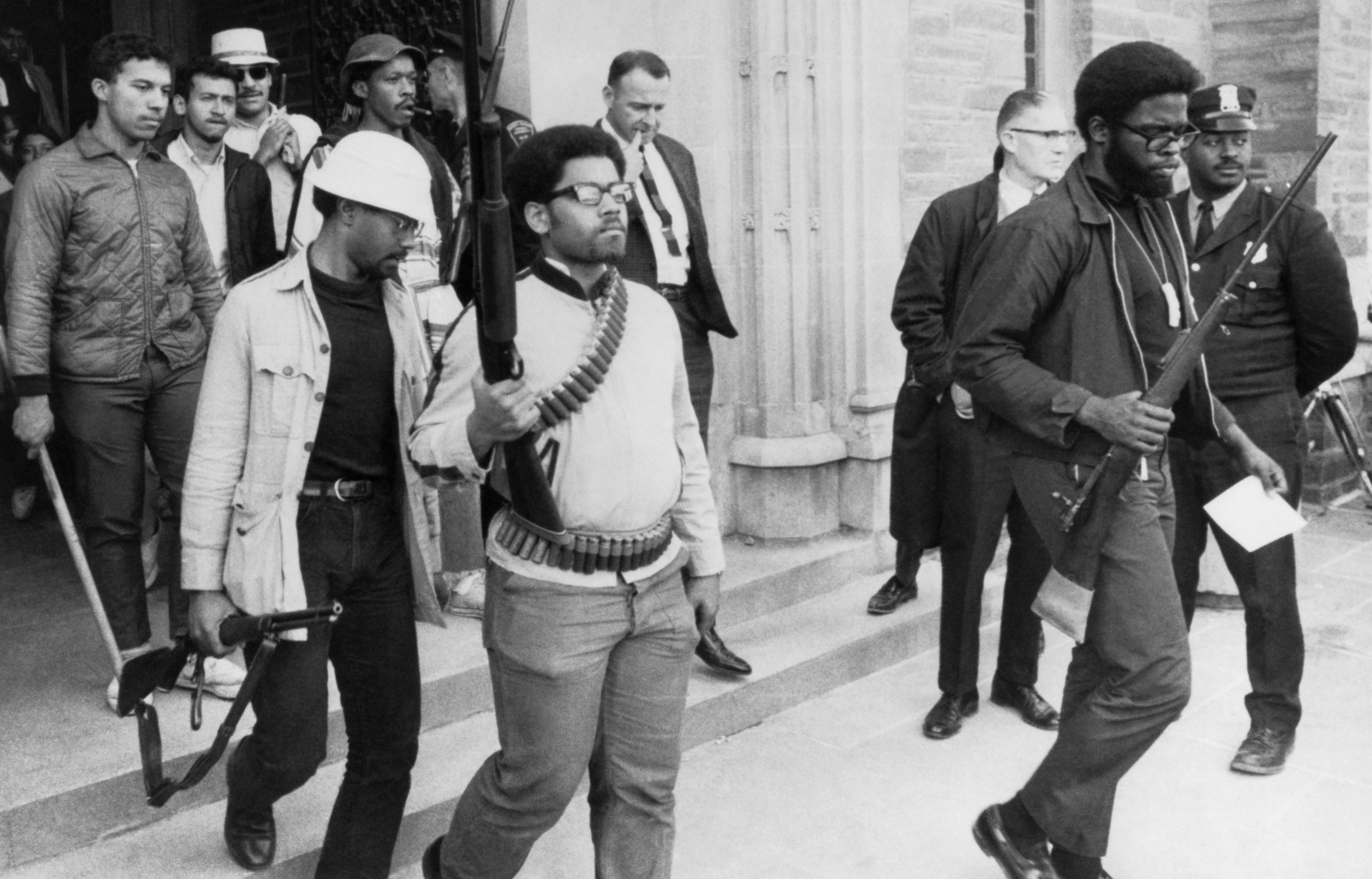
Steve Starr: Campus Guns, ozbrojení demonstranti na Cornellově univerzitě, fotografie oceněná Pulitzerovou cenou

Steve Starr (* 1947) je americký fotograf, který získal Pulitzerovu cenu. Od té doby odešel do fotografického důchodu. Sloužil jako františkánský bratr třetího řádu v Grace a biskupském kostele sv. Štěpána v Colorado Springs.

## Životopis
Starr navštěvoval San José State University, na které získal titul BA v žurnalistice, kterou ukončil v roce 1967.
Pracoval pro Associated Press ve čtyřech kancelářích, Los Angeles, New York City, Albany (NY) a Miami (FL).
Campus Guns, jeho fotografie ozbrojených afroamerických demonstrantů opouštějících síň Willard Straight Hall na Cornellově univerzitě, získala Pulitzerovu cenu za fotografii v roce 1970.
Oženil se s Marilynne Starrovou, kterou potkal na Státní univerzitě v San José. Žije v Colorado Springs v Coloradu. O svých zkušenostech jako fotoreportér a františkánský bratr píše od roku 2020 autobiografii.

## Ocenění
- 4. května 1970 – Pulitzerova cena za fotografii[1]

## Dílo
- Guns on Campus, 1969
- Mourners at the Columbine Memorial, 1999